# Мародёрство
Мародёрство (от ср.-франц. maraud «негодяй» → фр. marauder «грабить») — военное преступление, в строгом смысле этого слова — грабёж убитых и раненых на поле сражения или в результате стихийных бедствий, в более широком смысле — хищение имущества из заброшенных во время чрезвычайной ситуации зданий или автомобилей.

## Зарождение явления
Присвоение чужого имущества во время войн и конфликтов сопровождало человечество на протяжении всей его истории с доисторических времён. Однако, со времён рыцарских турниров в раннесредневековой Европе возникла своего рода социальная каста, кормившаяся с указанных мероприятий, а конкретнее, с раздевания и присвоения вещей павших, покалеченных или потерявших сознание рыцарей. Их торжествующие соперники на своё усмотрение могли лишь присвоить себе в качестве трофеев оружие поверженного соперника, либо слетевший наземь шлем или щит, кодекс чести рыцарства запрещал им снимать с поверженных доспехи или обыскивать их личные вещи в поисках ценностей, особенно на виду у других дворян и простолюдинов. За покинувшим поле боя победителем, туда, подобно стервятникам, спешно сбегались лишённые высоких понятий о чести мародёры из числа черни и раздевали павшего догола, быстро унося и утаскивая за собой всё ценное, а ценным на павшем рыцаре было абсолютно всё, от баснословно дорогих доспехов и нательной брони, до вышитого на заказ исподнего белья, драгоценностей, конской сбруи, сёдел, самих коней и т. п. В связи с тем, что многие войны того времени были затяжными конфликтами, длившимися десятилетия, а порой и столетия, сформировался целый сегмент населения, жившего с мародёрства в той или иной степени.

## Этимология
Слово вошло в повсеместный оборот во время Тридцатилетней войны.

## Общие сведения
В уголовном законодательстве СССР мародёрством называлось несанкционированное властями хищение на поле сражения вещей, находящихся при убитых и раненых.

Статья 266. Мародерство
Похищение на поле сражения вещей, находящихся при убитых и раненых (мародерство), -
наказывается лишением свободы на срок от трех до десяти лет или смертной казнью.
— Уголовный кодекс РСФСР от 27 октября 1960 г. (УК РСФСР) (с изменениями и дополнениями) (утратил силу)
Под мародёрством также понимается похищение вещей у раненых во время эвакуации. В международном праве понятие мародёрства рассматривается более широко и включает в себя также ограбление жителей неприятельской территории.
Мародёрство рассматривается международным правом как военное преступление международного характера.
Мародёрством называют также разграбление имущества, оставленного в мирное время в связи со стихийными бедствиями.
В США законы нескольких штатов квалифицируют мародёрство в мирное время как отдельный вид преступления.

## Мародёрство в уголовном праве России
В России мародёрство в отношении имущества жертв преступлений и несчастных случаев оказалось распространённой практикой среди сотрудников экстренных служб и служб правопорядка. Уголовный кодекс РСФСР в статье 266 предусматривал наказание за мародёрство от 3 до 10 лет лишения свободы либо смертную казнь. В СССР после спитакского землетрясения статья за мародёрство стала применяться не только к военнослужащим. Пленум Верховного суда СССР рекомендовал судьям максимально строго применять закон против виновных в хищениях оставленного жителями имущества.
Однако в уголовный кодекс Российской Федерации уголовное наказание за такое мародёрство не вошло, эти действия классифицировались в зависимости от обстоятельств как кража, грабёж или разбой.
С 24 сентября 2022 года вступила в силу поправка, вводящая в УК РФ статью 356.1, понимающая под мародёрством совершённые с корыстной целью в период военного положения, в военное время либо в условиях вооружённого конфликта или ведения боевых действий и не связанные с вынужденной необходимостью противоправные безвозмездное изъятие и (или) обращение в пользу виновного или других лиц чужого имущества (в том числе имущества, находящегося при убитых или раненых, имущества гражданского населения) и предусматривающая наказание до 15 лет лишения свободы (в зависимости от отягчающих обстоятельств).

## Лутинг
В англоязычных странах для обозначения мародёрства во время войны чаще используют слово «пиллаж» (англ. pillage), а для обозначения подобных хищений вне военных действий, в частности, при стихийных бедствиях, техногенных катастрофах и гражданских волнениях, используют слово «лутинг» (англ. looting), и таких мародёров называют «лутерами» (англ. looter). В русскоязычных СМИ в последнее время (в 2020 году) также стали использовать термин «лутеры» для обозначения мародёров, действующих в мирное время.
Разные политические движения по-разному интерпретируют правомерность лутинга.